# فغانیش
فُغانیش یا  فغانی (در ویکیپدیای انگلیسیFaghanish  ) نام پادشاه  هیطالیه که فردوسی آن را از پهلوانان چغانی شمرده است. بنابر شاهنامه فردوسی در اختلاف بین دو برادر هرمز یزدگرد و پیروز یزدگرد فرزندان یزدگرد دوم فغانیش به پیروز یزدگرد برای غلبه بر برادر کمک نظامی کرد و در مقابل از پیروز یزدگرد دو شهر ترمذ و ویسه‌گرد که از زمان یزدگرد دوم، جزو خاک هیتال بوده، را طلب نموده و خواستار وفاداری پیروز یزدگرد به آن پیمان‌ها شد، پیروز یزدگرد آن را پذیرفت. فغانیش برای یاری به پیروز یزدگرد سی‌هزار شمشیرزن در اختیار پیروز یزدگرد داد تا در نبرد بر سر به شاهی بر برادر به پیروزی برسد. فغانیش تا دوره کسری‌انوشیروان زنده بود.

## فغانیش و یاری بهپیروز یزدگرد
یاری فغانیش به پیروز یزدگرد در تاریخ طبری چنین آمده است:« هرمز پس از مرگ پدر به پادشاهی رسید و  فیروز از وی گریخت و به دیار هیطالیا رفت و قصه خویش و برادرش را با پادشاه آنجا فرو خواند و گفت که پادشاهی حق اوست و تقاضا کرد سپاهی بدو بدهد که به کمک آنها با هرمز پیکار کند و پادشاهی پدر را بگیرد و با کمک سپاه او با هرمز بجنگید و وی را بکشت و سپاهش را بپراکند و بر پادشاهی تسلط یافت».
در کتاب غررالسیر ثعالبی از کمک خواستن پیروز یزدگرد از فغانیش سخنی به میان نیامده است اما از جنگ دو برادر سخن می‌گوید و قحطی گسترده چندین ساله را به جنگ دو برادر نسبت می‌دهد:« و سپس[ فیروز ] به گاه درآمد و افسر برسر نهاد لیکن آسمان از بارش، زفتی کرد و زمین برکتش را از یاد برد. بادهاییکه دهش و مهر خدا را با خود می‌آورد، از وزیدن فروماند و آبها و زمین فرو رفت و چشمه‌ها بخوشید و کشتزارها خشکید و درختان بار ندادند و آسمان خشکسالی آورد و کار بر مردم دشوار گردید و قحطی به درازا کشید و گرسنگی هفت سال بپایید چنان که از خشکسالی روزگار یوسف علیه السلام درگذشت.»
ستیز دو برادر در شاهنامه فردوسی چنین آمده است :
| چو هرمز بر آمد به تخت پدر   |  | به‌سر بر نهاد آن كيى تاج زر    |
| چو پیروز را ويژه گفتى ز خشم |  | همى آب رشك اندر آمد بچشم      |
| سوى شاه هيتال شد ناگهان     |  | ابا لشكر و گنج و چندى مهان    |
| چغانى شهى بُد فغانيش نام     |  | جهانجوى با لشكر و گنج و كام   |
| فغانيش را گفت كاى نيك خواه  |  | دو فرزند بوديم زيباى گاه      |
| پدر تاج شاهى به كِهتر سپرد   |  | چو بيدادگر بُد سپرد و بِمرد     |
| چو لشكر دهى مر مرا گنج هست  |  | سليح و بزرگى و نيروى دست      |
| فغانى بدو گفت كآرى رواست    |  | جهاندار هم بر پدر پادشاست     |
| به‌پيمان سپارم سپاهى ترا     |  | نمايم سوىِ داد راهى ترا        |
| كه باشد مرا ترمذ و ويسه گرد |  | كه خود عهد اين دارم از يزدگرد |
| بدو گفت پیروز كآرى رواست    |  | فزون زان به تو پادشاهى سزاست  |
| بدو داد شمشيرزن سى هزار     |  | ز هيتاليان لشكرى نامدار       |
| سپاهى بياورد پیروز شاه      |  | كه از گَرد تاريك شد چرخ ماه    |
| بر‌آويخت با هرمز شهريار      |  | فراوان ببودستشان كارزار       |
| سرانجام هرمز گرفتار شد      |  | همه تاج‌ها پيش او خوار شد      |
| چو پیروز روى برادر بديد     |  | دلش مهر پيوند او برگزيد       |
| بفرمود تا بارگى بر نشست     |  | بشد تيز و ببسود رويش بدست     |

همچنان که دیده می‌شود، کمک خواستن پیروز یزدگرد از پادشاه   هیطالیه در هر دو متن تاریخ طبری و شاهنامه فردوسی آمده است، هیچ یک از دو کتاب تاریخ طبری و 
کتاب غررالسیر ثعالبی به واگذاری دو شهر اشاره نکرده است. انتهای داستان از دید شاهنامه فردوسی با هر دو کتاب غررالسیر ثعالبی و تاریخ طبری کاملاً متفاوت است.
بنا به شاهنامه فردوسی پس از پیروزی پیروز یزدگرد بر برادرش هرمز، پیروز با او با مهربانی رفتار می‌کند.

## فغانیش در دورهانوشیروان عادل[۱۰]
بنا بر شاهنامه فردوسی فغانیش تا دوره خسرو انوشیروان زنده بود. فغانیش با انوشیروان رابطه خوبی داشت و از انوشیروان با عنوان فردی با خرد یاد می‌کند.
| که او شاد باشد به نوشین‌روان  |  | بدو دولت پیر گردد جوان       |
| بگوید بدو کار خاقان چین      |  | جهانی بروبر کنند آفرین       |
| که با فر و برزست و بخش و خرد |  | همی راستی را خرد پرورد       |
| نهادست بر قیصران باژ و ساو   |  | ندارند با او کسی زور و تاو   |
| ز هیتالیان کودک و مرد وزن    |  | برین یک سخن برشدند انجمن     |
| چغانی گوی بود فرخ‌نژاد        |  | جهانجوی پر دانش و بخش و داد  |
| خردمند و نامش فغانیش بود     |  | که با گنج و با لشکر خویش بود |
| بزرگان هیتال و خاقان چین     |  | به شاهی برو خواندند آفرین    |
| پس آگاهی آمد به شاه بزرگ     |  | ز خاقان که شد نامدار سترگ    |
| ز هیتال و گردان آن انجمن     |  | که آمد ز خاقان بریشان شکن    |